# Cambria (Schiff, 1869)
Die Cambria war ein 1869 in Dienst gestelltes Passagierschiff der britischen Reederei Anchor Line. Es beförderte Passagiere und Fracht auf dem Nordatlantik von Glasgow nach New York. Am 19. Oktober 1870 prallte die Cambria vor der Küste der irischen Grafschaft Donegal bei hoher Geschwindigkeit und stürmischer See auf das schroffe Felsenufer der Insel Inishtrahull. Das eindringende Wasser löschte das Feuer unter den Kesseln und ließ das Schiff schnell sinken. 179 Menschen kamen um. Nur ein einziger Passagier überlebte das Unglück.

## Das Schiff
Das Dampfschiff Cambria wurde 1869 von der schottischen Schiffsbauwerft Robert Duncan and Company am Clyde für die Anchor Line, eine 1856 gegründete britische Dampfschifffahrtsgesellschaft mit Sitz in Glasgow, gebaut. Der knapp 99 Meter lange Schiffsrumpf war aus Eisen gebaut und hatte zwei Decks. Die drei Masten waren mit der Takelage einer Bark ausgerüstet.
Der Dampfer wurde von einer zweizylindrigen Niederdruckdampfmaschine der Finniston Steamship Works in Glasgow und einem Einzelpropeller angetrieben, die bis zu 400 PS erreichten und eine Reisegeschwindigkeit von 13 Knoten ermöglichten. Im Verzeichnis der Schiffs-Klassifikationsgesellschaft Lloyd’s Register of Shipping für das Jahr 1870 war die Cambria die Nummer 53-C. Medienberichte beschrieben sie als sehr sicheres und seetaugliches Schiff.
Am 1. März 1869 lief die Cambria vom Stapel, zwei Monate später war sie fertiggestellt. Am 8. Mai 1869 lief sie in Glasgow zu ihrer Jungfernfahrt aus. Das Schiff transportierte Passagiere und Fracht von Glasgow über Moville nach New York.

## Untergang
Am 8. Oktober 1870 legte die Cambria in New York unter dem Kommando von Kapitän George Carnaghan zu ihrer zwölften Atlantiküberquerung ab. Sie war mit 74 Besatzungsmitgliedern und 106 Passagieren auf dem Rückweg nach Glasgow. Unter den Passagieren waren viele US-Amerikaner, aber auch viele Einwohner der nordirischen Stadt Derry. Als sich der Dampfer der irischen Küste näherte, verschlechterte sich das Wetter.
Am Mittwochabend, dem 19. Oktober 1870, passierte die Cambria bei hoher Geschwindigkeit und unter voller Besegelung gefährlich nah die Klippen an der Küste der kleinen Insel Inishtrahull, etwa zehn Meilen vor der Küste der irischen Grafschaft Donegal. Ein schwerer Sturm wütete in der Gegend, so dass man an Bord der Cambria aufgrund der hohen Wellen und der schäumenden Gischt die Lichter des Leuchtturms auf der Insel nicht sehen konnte.
Gegen 23 Uhr prallte der Dampfer auf die schroffen Felsen von Inishtrahull, etwa sieben Meilen südöstlich des Eingangs zur Bucht Lough Foyle. Durch den aufgerissenen Rumpf drangen große Mengen Wasser ein und löschten das Feuer unter den Kesseln. Passagiere und Besatzungsmitglieder stürmten an Deck. Vier der sechs vorhandenen Rettungsboote konnten zu Wasser gelassen werden, bevor das Schiff sank. Eines der Boote kenterte in der aufgewühlten See. Von den 16 Insassen schaffte es nur der Zwischendeckpassagier John McGartland aus der nordirischen Stadt Omagh, wieder in das Boot zu klettern, nachdem es sich wieder aufgerichtet hatte. Die drei anderen Boote verschwanden in der Dunkelheit.
Der Lärm des Unglücks und die Hilfe- und Angstschreie der Schiffbrüchigen wurden vom Leuchtturmwärter von Inishtrahull und seiner Frau gehört. Wegen der Dunkelheit und des stürmischen Wetters konnten die beiden aber nicht einschätzen, von wo die Geräusche kamen und was ihre Ursache war. McGartlands Boot wurde um 02:30 Uhr vor Inishowen von dem Dampfer Enterprise aufgenommen, der sich auf dem Weg vom Liverpooler Hafen Garston nach Derry befand. Kapitän Gillespie an Bord der Enterprise ließ sein Schiff noch einige Zeit nach weiteren Überlebenden suchen, aber es wurde niemand mehr gefunden. McGartland war der einzige Überlebende des Unglücks. Er wurde in Derry an Land gebracht.
Die vermissten Rettungsboote wurden später vor Giant’s Causeway an der Küste der Grafschaft Antrim treibend gefunden. Von Passagieren und Mannschaft fehlte jede Spur. Das abgerissene Heck der Cambria wurde an die Küste der schottischen Hebriden-Insel Islay gespült.

„Aus Dublin wird vom 20. Morgens telegraphirt, daß der Dampfer ‚Cambria‘ an der Küste von Derry gescheitert ist. Er hatte etwa 170 Personen an Bord und man fürchtet, daß alle bis auf einen umgekommen sind. Ein Mann Namens Gartlan wurde gerettet, nachdem er sieben Stunden lang auf einem umgeschlagenen Boote umhergetrieben war. Seiner Aussage nach wurden vier Boote heruntergelassen: von dreien weiß er nichts, und das vierte, in welchem er sich befand und welches 15 Personen enthielt, schlug um. Vierzehn ertranken und er allein wurde gerettet.“